# الدوري السويدي لكرة السلة
الدوري السويدي لكرة السلة هو دوري كرة سلة للمحترفين في السويد تأسس في 1992 يلعب فيه 10 فريقاً. يعتبر فريق سودرتاليا كينغز هو الأكثر تتويجا باللقب.

## أبرز الفرق
- سودرتاليا كينغز

## وصلات خارجية
- الموقع الإلكتروني